# Стшижев (Мазовецьке воєводство)
Стшижев (пол. Strzyżew) — село в Польщі, у гміні Кампінос Варшавського-Західного повіту Мазовецького воєводства.
Населення — 226 осіб (2011).
У 1975-1998 роках село належало до Варшавського воєводства.

## Демографія
Демографічна структура станом на 31 березня 2011 року:
|          | Загалом | Допрацездатний вік | Працездатний вік | Постпрацездатний вік |
| -------- | ------- | ------------------ | ---------------- | -------------------- |
| Чоловіки | 111     | 26                 | 74               | 11                   |
| Жінки    | 115     | 25                 | 70               | 20                   |
| Разом    | 226     | 51                 | 144              | 31                   |